# NGC天体列表 (7000-7999)
NGC天体列表索引：1-999 | 1000-1999 | 2000-2999 | 3000-3999 | 4000-4999 | 5000-5999 | 6000-6999 | 7000-7999

## 7000─7099
- NGC 7000 ─ 北美洲星雲，在天鵝座。
- NGC 7001 ─ 这是宝瓶座的一个星系。
- NGC 7006 ─ 这是海豚座的一个球状星团。
- NGC 7009 ─ 土星星云，这是一个行星状星云，在宝瓶座。
- NGC 7027 ─ 這是一個行星狀星雲，在天鵝座。
- NGC 7078 ─ M15，这是一个球状星团，在飞马座
- NGC 7089 ─ M2，这是一个球状星团，在宝瓶座。
- NGC 7092 ─ M39，一个疏散星团，在天鹅座。
- NGC 7099 ─ M30，一个球状星团，在摩羯座。

## 7100─7199
- NGC 7129 ─ 这是一个星云，在仙王座。
- NGC 7142 ─ 这是仙王座的一个星团。

## 7200─7299
- NGC 7217 ─ 这是一个紧紧卷绕在一起的漩涡星系。
- NGC 7252 ─ 这是一个星暴星系，拥有两个明亮的尾状结构，中心部分径向亮度轮廓具有椭圆星系特征。
- NGC 7293 ─ 螺旋星云，这是一个行星状星云，在宝瓶座

## 7300─7399
- NGC 7314 ─ 这是一个塞弗特星系
- NGC 7318a ─ NGC 7318b ─ 两个星系，史蒂芬五重星系的一部份。
- NGC 7319 ─ 这是一个漩涡星系，史蒂芬五重星系的一部分，并碰撞過。
- NGC 7320 ─ 这是一个星系，史蒂芬五重星系的一部分。
- NGC 7320C ─ 这是一个星系，原先是史蒂芬五重星系的一部分。
- NGC 7331 ─ 这是一个大漩涡星系，在史蒂芬五重星系的旁边。

## 7400─7499
- NGC 7424 ─ 这是一个棒旋星系，在天鹤座。
- NGC 7479 ─ 这是一个漩涡星系，在飞马座。

## 7600─7699
- NGC 7654 ─ M52，一个疏散星团，在仙后座

## 7700─7799
- NGC 7742 ─ 这是一个2类塞弗特星系，在飞马座

## 7800─7840
- NGC 7814 － 位於飛馬座，以側面朝向地球的一個螺旋星系。